# Суат Зендели
Суат Зендели (мак. Суат Зендели; нар. 24 лютого 1981, Люботен, Скоп'є, СР Македонія) — македонський футболіст, воротар.

## Життєпис
Народився в Скоп'є, вихованець молодіжної академії «Шкупі». Дорослу футбольну кар'єру розпочав 1999 року в «Слозі Югомагнат». Сезон 2002/03 років провів в оренді в тиранському «Динамо». По завершенні контракту зі «Слогою» підписав повноцінну угоду з «Динамо». У 2006 році перейшов до «Аполонії», а в 2007 році — до «Беси» (Кавая). У 2009 році повернувся на батьківщину, де підсилив «Шкендію». З липня й до кінця 2011 року виступав за румунський «Петролул». На початку наступного року повернувся до Македонії, де виступав за «Ренову». 12 січня 2014 року повернувся до рідного клубу «Шкупі», у футболці якого наприкінці 2018 року завершив кар'єру гравця.

## Досягнення
«Шкендія»
- Перша ліга Македонії
  -  Чемпіон (1): 2010/11